# Francisco Guedes
Francisco Guedes – portugalski rugbysta, czterokrotny reprezentant Portugalii w rugby union mężczyzn.
Jego pierwszym meczem w reprezentacji było spotkanie z Hiszpanią, które zostało rozegrane 23 marca 1969 w Barreiro. Ostatni raz w reprezentacji zagrał 2 kwietnia 1972 w Lizbonie, kiedy to jego reprezentacja podejmowała drużynę Włoch.